# Искитела
Искитѐла (на италиански: Ischitella) е малко градче и община в Южна Италия, провинция Фоджа, регион Пулия. Разположено е на 314 m надморска височина. Населението на общината е 4401 души (към 2010 г.).